# Gaspard Auguste Brullé
Gaspard Auguste Brullé (Parijs, 7 april 1809 - Dijon, 21 januari 1873) was een Frans entomoloog.

## Biografie
Op vroege leeftijd al was Brullé een gepassioneerd insectenonderzoeker.
Mede gestimuleerd door Georges Cuvier, nam hij in 1829 deel aan een expeditie georganiseerd door Jean-Baptiste Bory de Saint-Vincent naar de Griekse Peloponnesos. Die expeditie werd daar door het Franse leger uitgevoerd, aan het einde van de Griekse Onafhankelijkheidsoorlog, 1821-1832.  
In 1832 was hij een van de medeoprichters van de Société entomologique de France. Het volgende jaar werd hij medewerker van Jean Victoire Audouin, die de leiding had over het onderzoek naar de kreeftachtigen, de spinachtigen en de insecten.
Brullé studeerde af in de wetenschappen en in de letteren. Hij werd doctor in de natuurwetenschappen. Zijn proefschrift, gepubliceerd in 1837, was getiteld: Sur le Gisement des insectes fossiles et sur les services que l'étude de ces animaux peut fournir à la Géologie. Hij werd vervolgens hoogleraar zoölogie en vergelijkende anatomie aan de Universiteit van Dijon.
Hij stelde een nieuwe indeling van de netvleugeligen voor, die door Wilhelm Ferdinand Erichson werd gebruikt. Brullé schreef de inleiding en delen van de tekst van Histoire naturelle des insectes coléoptères, gepubliceerd in 1840, samen met Francis de Laporte de Castelnau, en delen van Histoire naturelle des insectes. Hyménoptères, met Amédée Louis Michel le Peletier, comte de Saint-Fargeau.
Brullé beschreef vele nieuwe soorten insecten, voornamelijk kevers. Étienne Mulsant noemde, als eerbetoon, de Scymnus brullei, een soort lieveheersbeestjes, naar hem.
- Bibliothèque nationale de France: cb105829239 (data)
- Gemeinsame Normdatei: 117638048
- International Standard Name Identifier: 0000 0000 6304 1708
- Library of Congress Control Number: n88614988
- Base Léonore: LH//379/58
- Nederlandse Thesaurus van Auteursnamen: 152194037
- Système universitaire de documentation: 112369030
- Trove: 914599
- Virtual International Authority File: 59072972
- WorldCat: E39PBJxrQW63rhhdQd6g9HD6rq